# استان شمالی (روآندا)
استان شمالی (روآندا) (به لاتین: Northern Province, Rwanda) یک استان در رواندا است که در شمال واقع شده‌است.

## خصوصیات
استان شمالی ۳٬۲۷۶ کیلومترمربع مساحت و ۱٬۷۲۶٬۳۷۰ نفر جمعیت دارد.